# Ütemmutató
Az ütemmutató egy törtszám, amely a zenemű vagy egy zenei részlet metrikus alapbeosztását mutatja.
Megmutatja a hangok és szünetek összértékét egy ütemen belül. Általában egyszer jelölik a zenedarab legelején.
Például 2/4 azt jelenti, hogy az ütem negyedekre van felosztva, és egy ütembe 2 negyed fér. Gyakori ütemmutatók: 2/2, 2/4, 3/4, 4/4, 3/8, 6/8, 16/8. Azért nem létezik olyan ütemmutató, mint az 1/2, mert egy ütemmutatóban legalább két ütésnek kell lennie, s így az 1/2 ütemmutató azonos lenne a 2/4 ütemmutatóval.

## Egyszerű ütemmutatók
Az egyszerű ütemmutatókban az ütés nem pontozott, és ketté lehet osztani az ütést. Az egyszerű ütemmutatók: 2/4, 3/4, 4/4, 2/2, 3/2, 4/2, 3/8, 3/16. A népdaloknak általában egyszerű ütemmutatója van. Valamint — az egyszerű ütemmutatókban mindig annyi ütés van, amennyi az első szám, kottában a felső. Az egyszerű ütemmutatókban — legtöbbször össze lehet kötni az egyenletes nyolcadokat, de a 4/4-ben nem, mivel ott a harmadik ütés is súlyos ütés. Például 3/4-ben 6 egyenletes nyolcadot lehet összekötni. 4/4-ben négyet, 2/2-ben is csak négyet, 3/2-ben is csak négyet, és 4/2-ben is csak négyet. A többi egyszerű ütemmutatóba meg egyszerűen nem fér be négy nyolcad, a 3/8-ban három van, 3/16-ban pedig 1 és fél. 

## Összetett ütemmutatók
Az összetett ütemmutatókban az ütés kettő helyett inkább három ütésre osztható, mert pontozott ütések vannak. Az összetett ütemmutatók: 6/8, 9/8, 12/8, 6/4, 9/4, 12/4, 6/16, 9/16, 12/16. Itt a 6/8-ban, a 9/8-ban, és 12/8-ban például csak három nyolcadot köthetsz össze, mert egy ütés is annyiból áll, de például hat egyenletes tizenhatodot összeköthetsz.  A 6/4-ben hat egyenletes nyolcadot köthetsz össze, a 9/4-ben is, és a 12/4-ben is. A 6/16-ban csak három tizenhatodot köthetsz össze az ütés miatt, a 9/16-ban is, a 12/16-ban is. Egy szabály, mely minden ütemmutatóra vonatkozik: A hosszabb hangok, melyek hosszabbak az ütésnél, áthaladhatnak mindenféle ütésen. Egy másik szabály, mely csakugyan minden ütemmutatóra vonatkozik: Egy szünet lehet hosszabb mint maga az ütem, amibe beleteszed, de csak akkor, ha nincs más szünet, vagy egy hangjegy az ütemben.

## Rendhagyó ütemmutatók
A rendhagyó ütemmutatók szokatlanok, ritkák. Ilyen az 5/2, a 7/4, a 11/8, és a 13/16. Itt némely ütemmutatók, például a 11/8-ban nem egyenlő hosszúságúak az ütések, de például az 5/2 és a 7/4-ben egyenlő hosszúságúak az ütések.